# Subreus
Een subreus is een ster met een grotere lichtkracht dan sterren op de hoofdreeks van dezelfde spectraalklasse, maar is minder lichtsterk dan een reuzenster. De term 'subreus' wordt toegepast op zowel de sterren
van een bepaalde spectraalklasse, als op een fase in de sterevolutie.

## Lichtkracht klasse IV in de Yerkes-classificatie
De term 'subreus' werd voor het eerst gebruikt in 1930 voor klasse G en hete K sterren met een absolute helderheid tussen +2,5 en +4. Men stelde vast dat deze groep sterren duidelijk niet tot de hoofdreeks behoorden, zoals de zon, en ook duidelijk geen reuzensterren waren, zoals bijvoorbeeld Aldebaran. Deze sterren komen veel minder vaak voor dan hoofdreekssterren of reuzensterren.
Het Yerkes classificatiesysteem is een tweedimensionaal schema met een letter en een nummer combinatie, waarbij de letter (bijv A5 of M1) de oppervlaktetemperatuur van een ster weergeeft. Met een Romeins cijfer wordt een indicatie gegeven van de lichtkracht ten opzichte van andere sterren met dezelfde oppervlaktetemperatuur. Lichtkrachtklasse IV zijn de subreuzen, die een positie innemen tussen hoofdreekssterren (klasse V) en de reuzensterren (klasse III). In plaats van absolute waarden te gebruiken, is de meest gangbare methode om spectraalklassen te bepalen ze te vergelijken met overeenkomstige spectra van standaardsterren.
Morgan en Keenan hebben een lijst met voorbeelden van lichtkracht klasse IV gemaakt toen ze het tweedimensionale classificatiesysteem introduceerden:
- B0: γ Cassiopeiae, δ Scorpii
- B0.5: β Scorpii
- B1: ο Persei, β Cephei
- B2: γ Orionis, π Scorpii, θ Ophiuchi, λ Scorpii
- B2.5: γ Pegasi, ζ Cassiopeiae
- B3: ι Herculis
- B5: τ Herculis
- A2: β Aurigae, λ Ursae Majoris, β Serpentis
- A3: δ Herculis
- F2: δ Geminorum, ζ Serpentis
- F5: Procyon, 110 Herculis
- F6: τ Bootis, θ Bootis, γ Serpentis
- F8: Upsilon Andromedae, θ Draconis
- G0: η Bootis, ζ Herculis
- G2: μ Cancri
- G5: μ Herculis
- G8: Alshain
- K0: η Cephei
- K1: γ Cephei

Latere analyses toonden aan dat sommige van deze sterren gemengde spectra hadden van dubbelsterren of dat het veranderlijke sterren waren en zijn de standaardsterren sindsdien flink uitgebreid. Veel van de originele sterren worden vandaag de dag nog wel gebruikt als standaard voor de subreus klasse. Type O sterren en sterren koeler dan type K1 krijgen zelden de aanduiding subreus lichtklasse.

## De subreuzentak

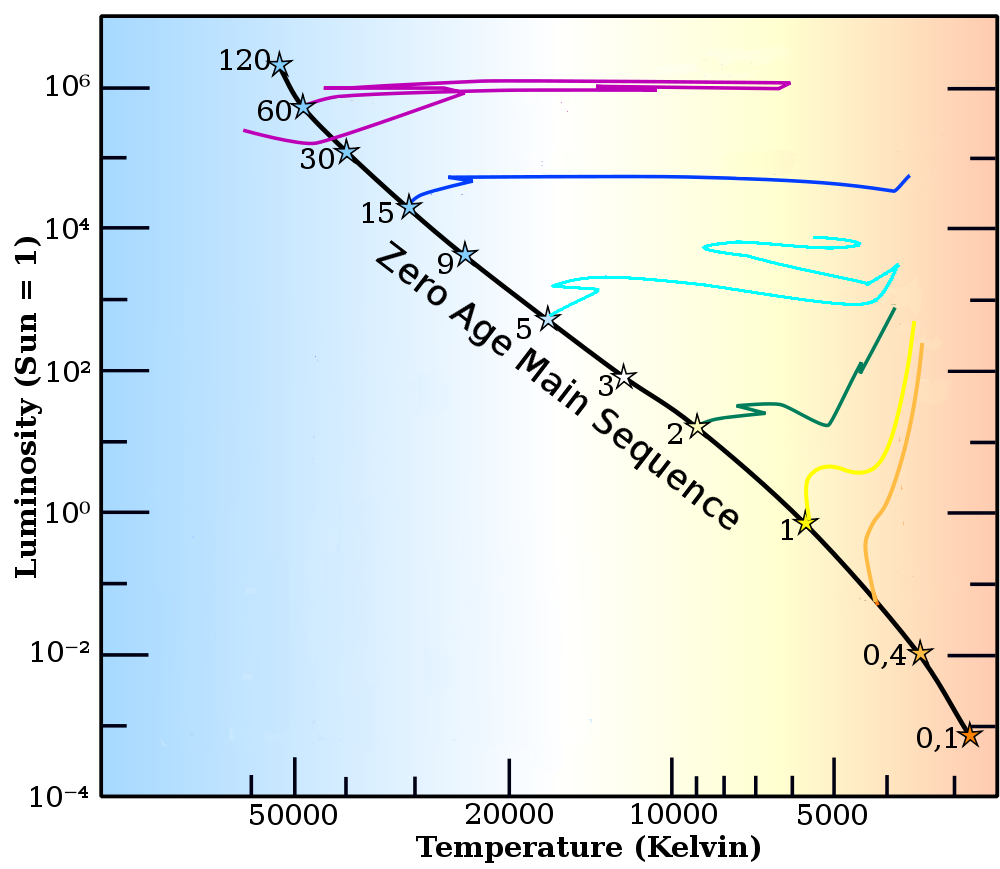
Stellaire levensevoluties.
• De lila evolutielijn van 5 M_{☉} startmassa toont een haakbeweging en een uitgesproken subreuzentak die het Hertzsprunggat doorkruist.
• De groene 2 M_{☉} lijn toont de haakbeweging met een wat minder lange subreuzentak.
• De evolutielijnen van lagere massa's vertonen kortere subreuzentakken die langer duren.

De subreuzentak is een fase in de sterevolutie van sterren van lage tot middelmatige massa. Sterren met een spectraalklasse van een subreus zijn niet altijd op de evolutionaire subreuzentak te vinden en vice versa. Bijvoorbeeld zijn er sterren, zoals FK Comae Berenices en 31 Coma Berenices, die beide in het Hertzsprunggat liggen en waarschijnlijk in de subreus fase zijn beland. Echter worden deze vaak als reuzenster geclassificeerd. De spectraalklasse kan bepaald worden door het metaalgehalte, de rotatie, ongewone chemische eigenschappen, etc. Tijdens de eerste periode van de subreuzentak bij een ster zoals de zon, zal een ster weinig uiterlijke verschijnselen vertonen waaraan de interne veranderingen kunnen worden afgeleid. Manieren van aanpak om een subreus te identificeren zijn o.a. het opsporen van een verdunning van lithium in het spectrum en de stralingskracht van de corona te beoordelen.
Wanneer de hoeveelheid overgebleven waterstof in een sterkern uit de hoofdreeks afneemt, neemt de temperatuur toe en daarmee ook de intensiteit van de kernfusie. Dit veroorzaakt een langzame toename in lichtkracht met de leeftijd van een ster en een verbreding van de hoofdreekslijn op het Hertzsprung-Russelldiagram.
Wanneer een ster op de hoofdreeks het kernfusieproces van waterstof in de kern staakt, begint de kern onder het eigen gewicht ineen te krimpen. Hierdoor neemt de kerntemperatuur toe en zal waterstof in een schil om de kern heen gaan fuseren, wat meer energie oplevert dan de fusie in de kern deed. Sterren met een lage of middelmatige massa zetten flink uit tijdens deze fase en de lichtkracht neemt stevig toe. De oppervlaktetemperatuur neemt dan af. Als deze gedaald is tot zo'n 5.000 K (de kleur van de ster wordt tijdens het afkoelen steeds roder), begint de rode reuzentak. De fase van transitie van de hoofdreeks naar de rode reuzentak is de subreuzentak. Hoe de subreuzentak eruitziet en hoe lang deze voor de ster duurt, verschilt per ster, afhankelijk van factoren als de totale massa en verschillen in de interne structuur van de ster. Ook spelen o.a. chemische samenstelling en de rotatie een rol.

### Sterren met weinig massa
In sterren kleiner dan zo'n 0,4 M☉ is de interne materie voor het grootste gedeelte convectief. Hierdoor zullen deze sterren waterstof tot helium in de kern blijven fuseren totdat de gehele voorraad van waterstof op zou zijn. Ze ontwikkelen dan ook niet tot een subreus. Sterren van deze massa hebben een levensduur op de hoofdreeks die velen malen langer is dan de huidige veronderstelde leeftijd van het universum.

### Sterren tussen de 0,4M☉en 1M☉

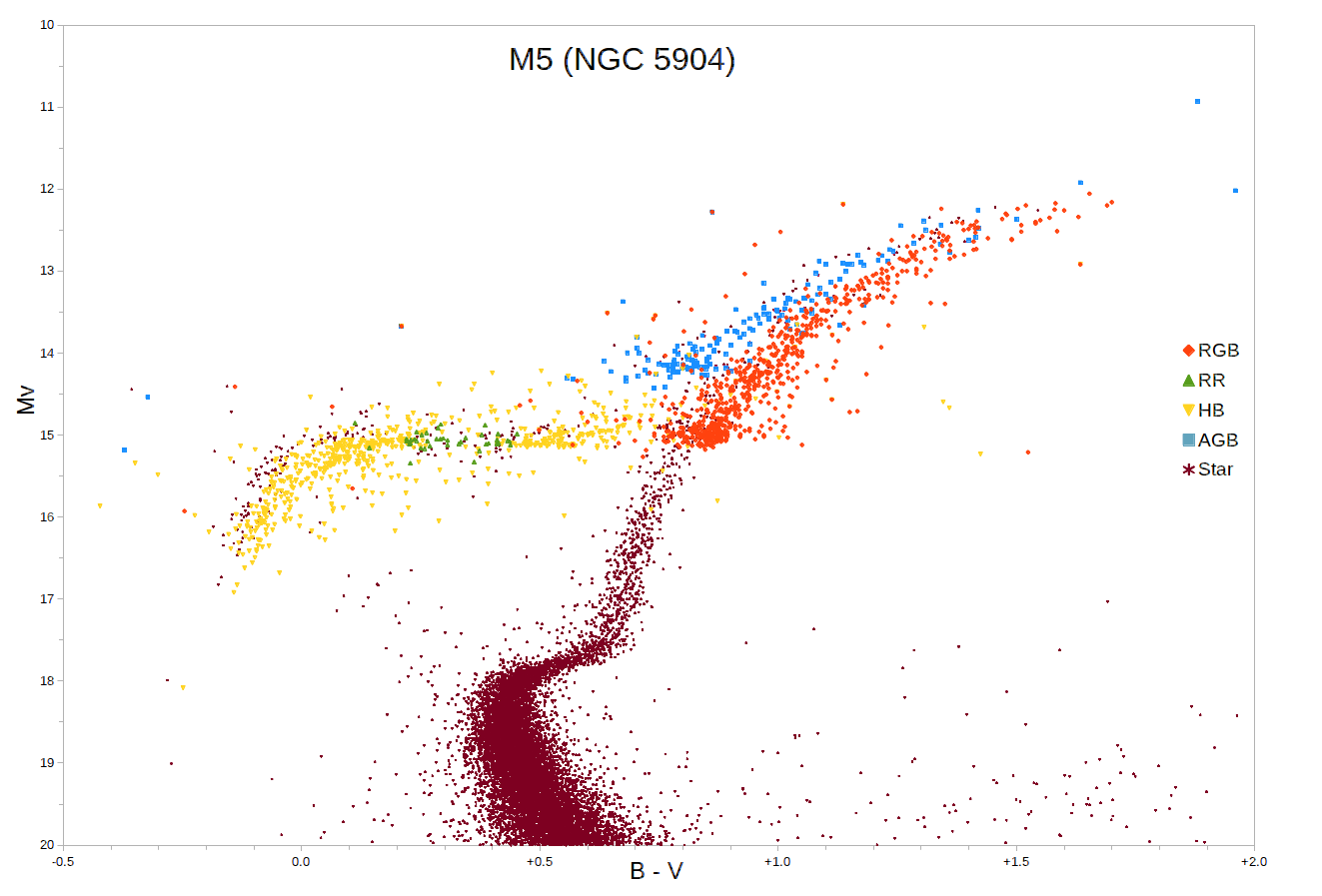
Een Hertzsprung-Russelldiagram voor bolvormige sterrenhoop M5, waarop een korte doch dichtbevolkte subreuzentak te zien valt, met sterren iets kleiner dan de zon.

In sterren met een massa die kleiner is dan die van de zon zijn de kernen niet convectief, met een grote temperatuur gradiënt van het middelpunt naar de buitenkant. Wanneer de waterstof in de kern door kernfusie verbruikt is, zal zonder onderbreking waterstof gaan fuseren in een dikke schil om de centrale kern heen. De ster valt dan onder de term subreus alhoewel er aan de buitenkant nog niet veel verandering te zien is.
De massa van de heliumkern is onder de Schönberg-Chandrasekhar limiet en deze blijft in thermisch evenwicht met de omringende fuserende waterstofschil. De kernmassa blijft toenemen en langzaam zetten de buitenste lagen van de ster uit, terwijl de waterstofschil steeds verder naar buiten wordt gedrukt. Elke toename van energieproductie van de ster wordt gebruikt voor het uitzetten van het steromhulsel, dus blijft de totale lichtkracht van de ster hetzelfde. De subreuzentak voor deze sterren is kort, horizontaal en dichtbevolkt. Dit is goed zichtbaar in hele oude sterrenhopen.
Na miljarden jaren van deze toestand zal de heliumkern dusdanig massief geworden zijn dat deze onder de druk van haar eigen gewicht bezwijkt en zal het helium in een ontaarde toestand geraken. Hierbij zal de temperatuur toenemen, de kernfusie in de waterstofschil neemt dan ook toe, de buitenste lagen worden sterk convectief en de lichtkracht neemt toe, bij dezelfde oppervlaktetemperatuur. Op dit punt wordt de ster onderdeel van de rode reuzentak.

### Sterren met meer massa dan 1M☉
Sterren die massiever zijn dan de zon hebben een convectieve kern op de hoofdreeks. Ze ontwikkelen een zwaardere heliumkern, die proportioneel ook groter is in de ster, voordat het waterstof in het convectieve gedeelte opraakt. Hierop zal de kernfusie in zijn geheel staken in de ster en de kern zal samentrekken en verhitten. De gehele ster krimpt ineen en neemt toe in temperatuur, waarbij de uitgestraalde lichtkracht waarachtig toeneemt ondanks het ontbreken van kernfusie. Dit gaat zo door voor enige miljoenen jaren voordat de kern heet genoeg wordt om kernfusie in de waterstofschil te veroorzaken. Wanneer dit gebeurt keert dat de lichtkrachttoename en temperatuurstijging van de oppervlakte weer om en zal de ster weer uitzetten en afkoelen. Op een Hertzsprung-Russelldiagram zal dit een haakbeweging in de lijn laten zien, welk men doorgaans definieert als het einde van de hoofdreeks en het begin van de subreuzentak voor deze sterren.
De kern in sterren onder zo'n 2 M☉ ligt nog steeds onder de Schönberg-Chandrasekhar limiet op de hoofdreeks, echter zorgt kernfusie in de waterstofschil voor een dusdanige massatoename dat deze snel wordt verbroken. Zwaardere sterren hebben een kernmassa boven de Schönberg-Chandrasekhar limiet wanneer ze de hoofdreeks verlaten. De precieze massa waarop sterren de haakbeweging vertonen en waarop ze de hoofdreeks verlaten, hangt af van het metaalgehalte maar ook van hoe de convectie in de ster plaatsvindt.
Wanneer de kern de Schönberg-Chandrasekhar limiet overschrijdt, kan deze niet langer in thermisch evenwicht blijven met de waterstofschil. De kern krimpt daarop ineen en de buitenste lagen van de ster zetten uit en koelen af. De verloren energie van het uitzetten van de ster veroorzaken ook een afname in algehele lichtkracht. Wanneer de buitenste lagen genoeg zijn afgekoeld worden ze ondoorzichtig, dit veroorzaakt de aanvang van convectie buiten de waterstofschil. Het uitzetten stopt dan en hierop begint de uitgestraalde lichtkracht weer toe te nemen. Dit punt markeert de start op de rode reuzentak voor deze sterren. Sterren met een initiële massa tussen de 1 en 2 M☉ kunnen een ontaarde heliumkern ontwikkelen voor dit punt, waardoor de ster op de rode reuzentak zal starten zoals sterren met een lagere massa dit doen.
Het inkrimpen van de kern en het uitzetten van het steromhulsel verloopt relatief snel, in een periode van slechts een paar miljoen jaar. Tijdens deze periode zal de oppervlaktetemperatuur van de ster afnemen van de hoofdreekswaarde tussen de zesduizend en dertigduizend kelvin tot ongeveer vijfduizend. Er worden relatief slechts weinig sterren waargenomen die zich in dit stadium van evolutie bevinden, waardoor op het Hertzsprung-Russelldiagram een lege plek ontstaat, welk bekend staat als het Hertzsprunggat. Dit gat is het meest duidelijk in observaties van sterrenhopen van een paar honderd miljoen tot miljarden jaren oud.

### Gigantische sterren
Boven de grens van zo'n 8 tot 12 M☉, afhankelijk van het metaalgehalte, hebben sterren zeer hete convectieve kernen op de hoofdreeks vanwege de koolstof-stikstofcyclus. Kernfusie in de waterstofschil en het daaropvolgende kernfusie van helium starten snel nadat het waterstof in de kern op is, voordat de ster de rode reuzentak kan bereiken. Zulke sterren, zoals type B sterren op de hoofdreeks, hebben een korte subreuzentak fase voordat ze superreuzen worden. Ze krijgen ook weleens een reuzenster lichtkracht classificatie tijdens deze transitie.
In uitzonderlijk zware type O sterren op de hoofdreeks vindt de transitie van hoofdreeks via reuzenster naar superreus plaats langs een nauwe lijn van temperatuur en lichtkracht, soms zelfs voordat waterstoffusie in de kern is gestopt en hier wordt de subreuzenklasse zelden gebruikt.

### Eigenschappen
Onderstaande tabel toont de gemiddelde levensduur van sterren op de hoofdreeks en subreuzentak, met ook de eventuele duur van de haakbeweging, de periode tussen het eindigen van waterstoffusie in de kern en de aanvang van kernfusie in de waterstofschil. Er staan sterren op van verschillende initiële massa, allen met een metaalgehalte overeenkomstig met onze zon (Z = 0,02). Ook staan er de massa's van de heliumkernen in, effectieve oppervlaktetemperatuur, straal en lichtkracht op het begin en het eind van de subreuzentak voor elke ster. Het einde van de subreuzentak wordt gedefinieerd met het ontaard raken van de heliumkern of wanneer de lichtkracht toeneemt.
| Massa (M☉) | Voor- beeld | Hoofd- reeks (Gjr) | Haak (Mjr) | Sub- reus (Mjr) | Start        | Start    | Start       | Start              | Einde        | Einde    | Einde       | Einde              |
| Massa (M☉) | Voor- beeld | Hoofd- reeks (Gjr) | Haak (Mjr) | Sub- reus (Mjr) | He Kern (M☉) | Teff (K) | Straal (L☉) | Licht- kracht (L☉) | He Kern (M☉) | Teff (K) | Straal (L☉) | Licht- kracht (L☉) |
| ---------- | ----------- | ------------------ | ---------- | --------------- | ------------ | -------- | ----------- | ------------------ | ------------ | -------- | ----------- | ------------------ |
| 0,6        | 61 Cyg B    | 58,8               | N/A        | 5.100           | 0,047        | 4.763    | 0,9         | 0,9                | 0,10         | 4.634    | 1,2         | 0,6                |
| 1,0        | Zon         | 9,3                | N/A        | 2.600           | 0,025        | 5.766    | 1,2         | 1,5                | 0,13         | 5.034    | 2,0         | 2,2                |
| 2,0        | Sirius      | 1,2                | 10         | 22              | 0,240        | 7.490    | 3,6         | 36,6               | 0,25         | 5.220    | 5,4         | 19,6               |
| 5,0        | Alkaid      | 0,1                | 0,4        | 15              | 0,806        | 14.544   | 6,3         | 1.571,4            | 0,83         | 4.737    | 43,8        | 866,0              |

Over het algemeen zijn sterren met een lager metaalgehalte kleiner en heter dan sterren met een hoger metaalgehalte. Voor de subreuzen wordt dit ingewikkelder vanwege de verschillende leeftijden en kernmassa's waarop ze de hoofdreeks verlaten. Sterren met een laag metaalgehalte ontwikkelen een grotere heliumkern voordat ze de hoofdreeks verlaten. De massa van de heliumkern van een ster met Z = 0,001 (een extreme populatie II ster) van 1 M☉ zal op het eind van de hoofdreeks het dubbele zijn van een wat ordinairdere populatie I ster met Z = 0,02 zal hebben. De ster met het lagere metaalgehalte is ook meer dan duizend graden heter op het steroppervlak en twee keer zo lichtsterk op het begin van de subreuzentak. Het temperatuurverschil is minder groot op het einde van de subreuzentak maar de laag metalige ster is hier groter en bijna vier keer zo lichtsterk. Verschillen als deze bestaan ook in sterren met andere massa's en ook voor de belangrijke waarden, die bepalen of een ster een superreus wordt of dat deze op de rode reuzentak terechtkomt, zijn ze van belang.

## Subreuzen op het Hertzsprung-Russell

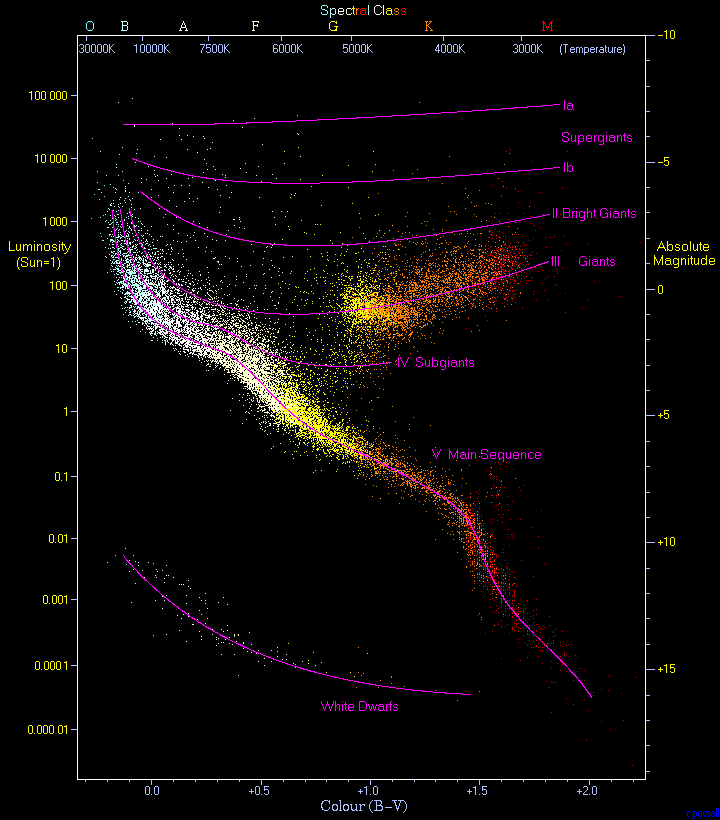
Hertzsprung-Russell diagram van de gehele Hipparcos catalogus.

Een Hertzsprung-Russelldiagram (HR) is een puntenweergave van sterren in een grafiek, met de oppervlaktetemperatuur of spectraalklasse op de x-as en absolute magnitude of lichtkracht op de y-as. Een typisch HR van allerlei soorten sterren zal een duidelijke band om een diagonale lijn tonen, dat de hoofdreeks voorstelt, een groot aantal rode reuzensterren (en witte dwergen wanneer ook sterren van zwakkere lichtkrachten worden meegenomen) en relatief weinig sterren in andere gedeelten van de grafiek.
Subreuzen nemen een positie in op het HR (dat wil zeggen, zijn lichtsterker dan) boven de dwergsterren van de hoofdreeks en onder de reuzensterren. Op de meeste HR diagrammen zijn er relatief weinig subreuzen te vinden, omdat de tijdsduur dat een ster als subreus doorbrengt veel korter is dan ze zich op de hoofdreeks bevinden of als reuzenster bestaan. De hete sterren van klasse B hebben een subreus vorm die nog nauwelijks te onderscheiden valt van de dwergster fase op de hoofdreeks, terwijl koelere subreuzen een relatief groot gat vullen tussen de koelere hoofdreekssterren en rode reuzen. Lager dan spectraalklasse K3 zal het gebied tussen de hoofdreeks en de rode reuzen helemaal leeg zijn, zonder enige subreus.

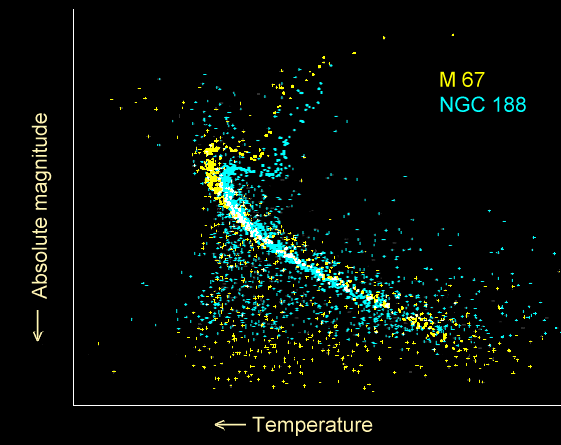
Twee oudere open sterrenhopen waar de subreuzentak te zien is tussen het verlaten van de hoofdreeks naar de rode reuzentak.

De levensevolutie van een ster kan worden uitgetekend op een HR diagram. Voor elke specifieke massa kan hieruit worden opgemaakt hoe de ster dan van de initiële positie op de hoofdreeks, via de subreuzentak, naar de reuzentak zal bewegen. Wanneer een HR wordt gemaakt voor een verzameling sterren met dezelfde leeftijd, zoals een sterrenhoop, kan de subreuzentak zichtbaar zijn als een band van sterren tussen het punt van het verlaten van de hoofdreeks en de rode reuzentak. De subreuzentak is alleen aanwezig als de sterrenhoop oud genoeg is zodat sterren van 1 tot 8 M☉ voldoende tijd hebben gekregen om de hoofdreeks te gaan verlaten, een proces wat miljarden jaren kost. Bolvormige sterrenhopen zoals Omega Centauri en oudere open sterrenhopen zoals Messier 67 zijn oud genoeg om een duidelijke subreuzentak te tonen in hun kleur-magnitude-diagram. In Omega Centauri zijn er zelfs een aantal verschillende subreuzentakken te zien, de reden hiervoor is (nog) niet helemaal duidelijk. Het lijkt om sterrenpopulaties van verschillende leeftijden te gaan.

## Veranderlijkheid van lichtkracht
Een aantal typen veranderlijke sterren zijn subreuzen:
- Beta Cephei-veranderlijken, met spectraalklasse tussen B0.5 en B2
- Langzaam pulserende B-type sterren, spectraalklassen type B2 tot B9
- Delta Scuti-veranderlijken, met spectraalklasse tussen A2 en F8

Subreuzen met meer massa dan de zon doorkruisen de Cepheïde instabiliteitsstrip, dit is dan de eerste doorkruising, aangezien ze de strip nogmaals kunnen gaan doorkruisen tijdens een blauwe lus. Tussen de 2 en 3 M☉ is dit inclusief Delta Scuti veranderlijken zoals Caph. Bij hogere massa's zouden de sterren moeten pulseren zoals de klassieke Cepheïden, maar bij deze massieve sterren is de subreus fase zo snel dat het moeilijk is gebleken om hier waarnemingen van te doen.